# Rue Caporal Claes
Pour les articles homonymes, voir Claes.
La rue Caporal Claes (en néerlandais : Korporaal Claesstraat) est une rue bruxelloise de la commune de Schaerbeek qui va de la rue Guillaume Kennis à l'avenue des Glycines en passant par la rue Armand de Roo et la rue Pierre Theunis. Elle aboutit à la placette du Peuplier et est prolongée par l'allée des Freesias.

## Histoire et description
Cette rue porte le nom d'un militaire belge, le caporal Pierre Claes, né à Schaerbeek le 8 mai 1877 et fusillé à Kuringen par les Allemands le 8 octobre 1915 pour espionnage.
La numérotation des habitations va de 13 à 45 pour le côté impair et de 2 à 38 pour le côté pair.

## Adresse notable
- no 38 : institut Saint-Dominique

## Voies d'accès
- arrêt Louis Bertrand du tram 7
- arrêt Latinis du bus 66